# Wang Yuwei
Wang Yuwei (chinesisch 王宇微; * 16. Juli 1991 in Hulun Buir) ist eine chinesische Ruderin.

## Sportliche Karriere
Wang Yuwei startete bei den Junioren-Weltmeisterschaften 2009 im chinesischen Doppelzweier. Zusammen mit Zhang Rui gewann sie die Bronzemedaille hinter den Booten aus Deutschland und Tschechien.
Nach einer längeren Pause startete sie beim Weltcup auf dem Lac d’Aiguebelette in Savoyen (Frankreich) wieder im chinesischen Doppelzweier und belegte zusammen mit Zhu Weiwei den zehnten Platz. Bei den Weltmeisterschaften 2014 belegten die beiden den fünften Platz im A-Finale. Zum Abschluss der Saison gewann der chinesische Doppelvierer in der Besetzung Wang Min, Shen Xiaoxing, Wang Yuwei und Zhang Xinyue den Titel bei den Asienspielen vor den Booten aus Südkorea und Vietnam. 2015 belegte sie zusammen mit Wang Jie den dritten Platz im Doppelzweier beim Weltcup in Bled. Beim Weltcup in Varese wurde es im Doppelvierer am Ende der vierte Platz zusammen mit Zhu Weiwei, Shen Xiaoxing und Lyu Yang. Bei der Weltmeisterschaft trat sie wieder mit Zhu Weiwei im Doppelzweier an.
2016 in Luzern siegten Zhang Ling, Jiang Yan, Wang Yuwei und Zhang Xinyue im Doppelvierer bei der Qualifikationsregatta für die Olympischen Spiele in Rio de Janeiro. Bei der anschließenden Weltcup-Regatta in Luzern reichte es für Platz vier im Doppelvierer. Bei der Olympischen Regatta waren sieben Boote am Start, die Chinesinnen erreichten über den Hoffnungslauf das Finale. Im Finale belegten sie den sechsten Platz.
Ein Jahr später startete sie beim Weltcup in Posen im Doppelvierer mit Wang Jie, Wang Fei und Lyu Yang. Hinter den Booten aus Polen und Australien belegten die Chinesinnen den dritten Platz. 2018 belegte sie zusammen mit Lyu Yang den vierten Platz im Doppelzweier beim Weltcup in Belgrad. Die restliche Saison fuhr sie im Doppelvierer mit Zhang Ling, Lyu Yang und Cui Xiaotong. Nach einem zweiten Platz beim Weltcup in Linz und einem vierten Platz beim Weltcup in Luzern belegten die vier den vierten Platz bei den Weltmeisterschaften. Zur neuen Saison wechselte sie mit Lu Shiyu in den Doppelzweier. Nach einem Sieg beim Weltcup in Plowdiw und einem fünften Platz beim Weltcup in Posen wurden die beiden zehnte bei den Weltmeisterschaften 2019. Bei den Olympischen Spielen in Tokio gewann sie im Juli 2021 mit dem chinesischen Achter die Bronzemedaille.

## Internationale Erfolge
- 2009: Bronzemedaille Junioren-Weltmeisterschaften im Doppelzweier
- 2014: 5. Platz Weltmeisterschaften im Doppelzweier
- 2014: Goldmedaille Asienspiele Doppelvierer
- 2015: 7. Platz Weltmeisterschaften im Doppelzweier
- 2016: 6. Platz Olympische Spiele im Doppelvierer
- 2018: 4. Platz Weltmeisterschaften im Doppelvierer
- 2019: 10. Platz Weltmeisterschaften im Doppelzweier
- 2020: Bronzemedaille Olympische Spiele im Achter